# Districte de Caiena

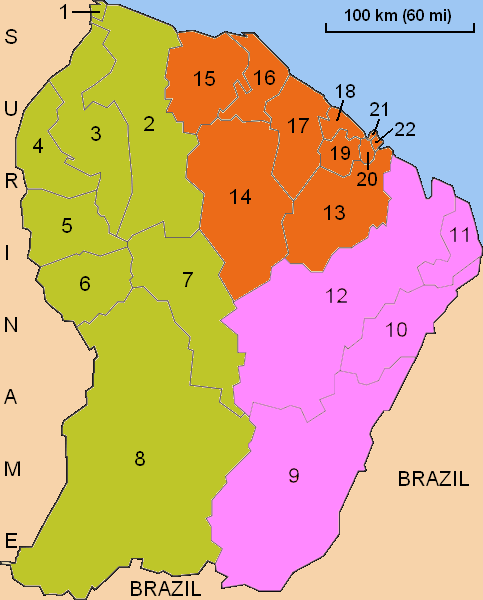
El districte de Caiena, en taronja

El Districte de Caiena (francès Arrondissement de Cayenne) és un dels dos districtes en què es divideix la Guaiana Francesa, una regió d'ultramar de França. Té 16 cantons. La prefectura es troba a Caiena. Està format per 16 cantons:
- Cantó d'Approuague-Kaw
- Cantó de Caiena-Nord-Oest
- Cantó de Caiena-Nord-Est
- Cantó de Caiena-Sud-Oest
- Cantó de Caiena-Centre
- Cantó de Caiena-Sud
- Cantó de Caiena-Sud-Est
- Cantó d'Iracoubo
- Cantó de Kourou
- Cantó de Macouria
- Cantó de Matoury
- Cantó de Montsinéry-Tonnegrande
- Cantó de Rémire-Montjoly
- Cantó de Roura
- Cantó de Saint-Georges-de-l'Oyapock
- Cantó de Sinnamary

## Comunes
| 1. Camopi (97356)          | 2. Cayenne (97302)    | 3. Iracoubo (97303)               | 4. Kourou (97304)                      |
| 5. Macouria (97305)        | 6. Matoury (97307)    | 7. Montsinéry-Tonnegrande (97313) | 8. Ouanary (97314)                     |
| 9. Rémire-Montjoly (97309) | 10. Roura (97310)     | 11. Régina (97301)                | 12. Saint-Georges-de-l'Oyapock (97308) |
| 13. Saint-Élie (97358)     | 14. Sinnamary (97312) |                                   |                                        |